# Micronychiops aurescens
Micronychiops aurescens är en tvåvingeart som beskrevs av Townsend 1915. Micronychiops aurescens ingår i släktet Micronychiops och familjen parasitflugor.
Artens utbredningsområde är Peru. Inga underarter finns listade i Catalogue of Life.